# Karabounyichté
Karabounyichté (en macédonien Карабуњиште) est un village du centre de la Macédoine du Nord, situé dans la municipalité de Vélès. Le village ne comptait aucun habitant en 2002. 